# Hanti-Mansijsko avtonomno okrožje
Hanti-Mansijsko avtonomno okrožje–Jugra (rusko in mansijsko Ханты-Мансийский автономный округ — Югра, Hanti-Mansijski avtonomni okrug — Jugra; hantijsko Хӑнты-Мансийской Aвтономной Округ) ali Hantija-Mansija je federalni subjekt Rusije (avtonomno okrožje Tjumenske oblasti). Na popisu prebivalstva leta 2010 je imelo 1.532.243 prebivalcev.
Avtohtoni prebivalci te regije so Hanti in Mansi, skupaj znani kot ugro-obski ljudje, vendar danes predstavljajo le 2,5 % prebivalstva okrožja. Lokalna jezika, hantijščina in mansijščina, imata poseben status v avtonomnem okrožju in skupaj s svojim daljnim sorodnikom, turšino, predstavljata ogrsko vejo ugrofinskih jezikov. Ne glede na to je ruščina edini uradni jezik.
Leta 2012 je večina (51 %) nafte, proizvedene v Rusiji, izviralo iz Hanti-Mansijskega avtonomnega okrožja, kar mu je dalo velik ekonomski pomen v Rusiji in svetu.
Na severu meji na Jamalo-Nenško avtonomno okrožje, na severozahodu na Komi republiko, na zahodu na Sverdlovsko oblast, na jugu na Tjumensko oblast, na jugu in jugovzhodu na Tomsko oblast ter na vzhodu na Krasnojarski okraj.

## Zgodovina
Okrožje je bilo ustanovljeno 10. decembra 1930 kot Ostjak-Vogul narodno okrožje (Остя́ко-Вогу́льский национа́льный о́круг). Oktobra 1940 je bilo preimenovano v Hanti-Mansijsko narodno okrožje. Leta 1977 je bilo skupaj z drugimi narodnimi okrožji Ruske SFSR postalo avtonomno okrožje (Hanti-Mansijsko avtonomno okrožje). Upravni center je Hanti-Mansijsk, največje mesto v okrožju pa je Surgut. Leta 2003 je bila uradnemu imenu dodana beseda  »Jugra«.

## Geografija
Okrožje leži na sredi Zahodnosibirskega nižavja.
Glavna reka v okrožju je Ob s pritokoma Irtiš in Vatinski Jogan.
V okrožju je več jezer, največja so Numto, Tormemtor, Levšinski Tuman in Tursuntski Tuman.